# Alphabet arabe
Pour les articles homonymes, voir Arabe (homonymie).
Pour un article plus général, voir Écriture de l'arabe.
L'alphabet arabe est un abjad, c'est-à-dire un système d'écriture ne notant que les consonnes (à peu de chose près). Il comporte initialement vingt-huit lettres et s'écrit horizontalement de droite à gauche. Les diverses langues qu'il sert à noter ont donné lieu à de nombreuses adaptations de l'alphabet arabe à leur système phonologique.
L'écriture arabe courante ne note pas les voyelles, qui peuvent cependant apparaître sous forme de diacritiques dans certains textes à caractère didactique (Coran, apprentissage de la lecture, dictionnaires). De ce fait, un mot écrit en arabe peut généralement admettre plusieurs lectures suivant la répartition (ou l'absence) de voyelles et de redoublement de consonne, et s'apparente souvent à une sténographie : il faut pouvoir lire correctement un texte pour le comprendre, et il faut comprendre un texte pour le lire correctement ; seule une bonne connaissance de la langue permet de déterminer le bon mot en fonction du contexte. Cette caractéristique de l'écriture arabe découle de la structure consonantique des langues sémitiques, où les consonnes sont généralement porteuses de la sémantique, les voyelles ne dépendant que de la nature lexicale du mot et de sa fonction grammaticale. De ce fait, l'écriture arabe note plus particulièrement la sémantique d'ensemble, à la manière d'un idéogramme, laissant en grande partie au lecteur le soin de traduire la lecture en langage courant.
Avec l'expansion de l'islam, différentes langues ont adopté le système d'écriture de l'arabe, langue du Coran, et l'usage de l'alphabet arabe s'est progressivement répandu. C'est ainsi que cet alphabet sert également à écrire certaines langues indo-européennes comme le persan, le kashmiri, le sindhi, l'ourdou, le kurde. Il est aussi utilisé en Chine, dans les provinces du Xinjiang, du Gansu et du Níngxià ainsi que chez certaines minorités qui ont embrassé l'islam (on parle dans ce dernier cas de xiao'erjing). L’arabe a enfin servi à noter certaines langues d'Afrique (swahili, haoussa, wolof, somali), ainsi que le turc jusqu'en 1928.
Cet article ne traite pas de la prononciation de l'arabe, ni de sa transcription.

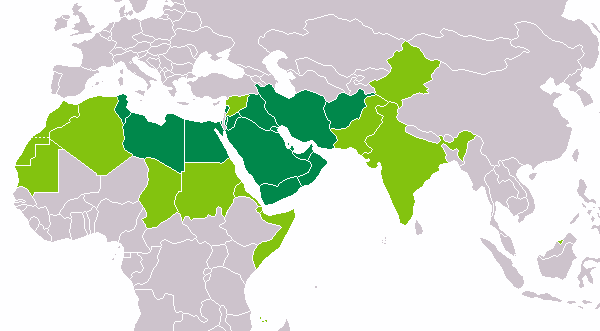
Carte de répartition de l'utilisation de l'alphabet arabe :
Pays où il est le seul alphabet officiel
Pays où il est un des alphabets officiels

## Histoire
On fait remonter cet alphabet à l'araméen dans sa variante nabatéenne ou syriaque, lui-même descendant du phénicien (alphabet qui, entre autres, donne naissance à l'alphabet hébreu, à l'alphabet grec et, partant, au cyrillique, aux lettres latines, etc.). L'écriture arabe primitive est une cursive nabatéenne.
Une des premières attestations d'un texte en alphabet arabe figure sur l'inscription trilingue de Zabad datée de 512.
Sur le plan linguistique, l'arabe se rapproche plus des langues notées par l'alphabet sudarabique, dont notamment la liste de consonnes est beaucoup plus complète. Bien que l'arabe appartienne à l'aire linguistique sud-arabique, les tribus nomades d'Arabie centrale ont adopté pour sa notation l'alphabet utilisé au nord de cette région, dans le croissant fertile, qui était culturellement et économiquement dominant à l'époque. De manière significative, la première écriture arabe attestée a été le kufi, écriture du centre culturel de Koufa situé sur les rives de l'Euphrate.
Ce tableau permet de voir les évolutions du tracé des lettres  depuis le prototype phénicien de l’araméen : les graphèmes du système arabe y sont présentés, à simple titre de comparaison, entre les lettres du nabatéen et celles du syriaque. L’ordre alphabétique a évidemment évolué.
Les voyelles ayant plus d’incidence sur la syntaxe de l’arabe que sur celle du nabatéen, on a très vite senti la nécessité de les indiquer. À cette fin, l'arabe utilisa les trois lettres alif, ya et waw pour indiquer respectivement les voyelles longues â, î et û. Par la suite, le alif perdit complètement son rôle de consonne, et la hamza fut introduite comme signe diacritique pour indiquer l'emplacement de cette articulation. De ce fait, l'alphabet arabe n'est qu'imparfaitement un alphabet consonantique :
- les lettres ya et waw ont conservé leur rôle de semi-consonne, mais peuvent également servir de signe de prolongation des voyelles homologues, ou de support à la hamza ;
- la lettre alif n'est qu'un signe de prolongation ou de support de hamza, mais n'a pas de valeur propre ;
- le ya peut également servir de signe de prolongation du a en fin de mot, où il prend la forme ى (alors dénommé ʾalif maqṣūra) ;
- et inversement, la hamza n'a pas de place officielle dans cet alphabet bien qu'étant dans la langue une consonne à part entière.

Le modèle araméen ayant moins de phonèmes que l'arabe, l'écriture des origines avait dû confondre pour une même lettre plusieurs phonèmes de la langue arabe. Ce problème est toujours manifeste de nos jours, dans l'écriture kufi que l'on retrouve dans des inscriptions monumentales et certaines œuvres calligraphiques.
Initialement, l'écriture n'était pas munie des points appelés «diacritiques» dont sont maintenant marquées certaines consonnes de l'alphabet arabe pour distinguer et fixer la valeur exacte des signes consonantiques qui prêtaient à confusion. De plus, les voyelles brèves n'étaient pas écrites, et les longues, pas toujours. Il s'ensuivait que l'écriture était figurée par un simple support consonantique que, le plus souvent, l'on ne pouvait lire que si l'on connaissait déjà le texte.
C'est au VIIe siècle qu'on a ajouté des points sur ou sous certaines lettres afin de les différencier. Lors de ces modifications, l'ordre des lettres a été modifié : l'alphabet arabe ne suit plus l'ordre levantin des autres alphabets sémitiques mais regroupe les lettres en fonction de leur forme graphique. Pour les deux lettres q et f, l'usage a été long à s'établir. Au début, durant les deux premiers siècles de l'hégire, le q portait un point au-dessus, et le f n'en avait point. Puis le f reçut un point au-dessous, comme ce fut longtemps le cas dans l'alphabet maghrébin. En fin de compte, le point du f passa au-dessus, et le q en reçut deux, conformément à l'usage courant.

## Spécificités
L'alphabet arabe comprend vingt-huit lettres (vingt-neuf si l'on inclut la hamza, qui se comporte soit comme une lettre à part entière soit comme un diacritique). Il se lit et s'écrit de droite à gauche, comme beaucoup d'écritures sémitiques utilisant des abjads (syriaque, hébreu, etc.).
Pour les nombres, l’arabe note le chiffre des unités avant la dizaine : la forme résultante est donc la même que dans les langues latines.
De nombreuses lettres sont similaires par leur squelette (rasm) et ne se distinguent que par des points utilisés comme diacritiques au-dessus ou au-dessous de la ligne d'écriture (ـثـ ـتـ ـنـ ـبـ ـيـ). Il existe 18 formes de base (rasm). Les adaptations de l'alphabet arabe à d'autres langues se font sur ces mêmes formes de base, le plus souvent par l'ajout de points.
Il n'y a pas de différence entre les lettres manuscrites et les lettres imprimées, et les notions de lettre majuscule et lettre minuscule n'existent pas : l'écriture est donc monocamérale.
En revanche, la plupart des lettres s'attachent entre elles, même en imprimerie, et leur graphie peut changer selon qu'elles sont en position initiale (liées à la lettre suivante mais pas la précédente), médiane (liées des deux côtés), finale (liées à la précédente mais pas la suivante) ou qu'elles sont isolées (sans liaison) : on parle de variantes contextuelles. La liaison peut être plus ou moins allongée sans changer la lecture des lettres : كتب (ktb), normalement compacté, peut également être rendu كـــتـــب en allongeant les liaisons (Kashida), par exemple pour créer un effet calligraphique, ou pour des raisons de justification de mise en page.
Par ailleurs, six lettres (و ز ر ذ د ا) ne s'attachent jamais à la lettre suivante, de sorte qu'un mot peut être entrecoupé d'un ou plusieurs espaces. Ces séparations entre lettres ne s'attachant pas à l'intérieur des mots sont moins grandes que celles séparant les mots. Par exemple, Paris s'écrit باريس (Bārīs), où ni le a long ni le r ne se lient à la lettre suivante (s'il fallait allonger la graphie par des liaisons, باريس peut s'écrire بــــاريــــس, mais les intervalles entre a et r ou entre r et i, qui sont des séparations, ne peuvent pas être allongés).
L'alphabet arabe étant un alphabet consonantique, le lecteur doit connaître la structure de la langue pour restituer les voyelles.
Dans le cas de l'arabe, les voyelles d'un mot se répartissent au sein de la racine consonantique, suivant les règles de grammaire.
Dans les éditions du Coran ou les ouvrages didactiques, cependant, on utilise une notation vocalique plus ou moins précise sous forme de diacritiques. Il existe, de plus, dans de tels textes dits « vocalisés », une série d'autres diacritiques de syllabation dont les plus courants sont l'indication de l'absence de voyelle (sukūn) et la gémination des consonnes (šadda).

## Lettres de l'alphabet

### Alphabet de base
La forme des lettres est variable suivant qu'elles sont isolées, ou en position initiale, médiane ou finale. Ces différentes formes sont données dans le tableau ci-dessous.
La notion de « initiale » ou « finale » ne se réfère cependant pas uniquement aux séparations entre mots de la langue. Dans un même mot, certaines lettres ne se lient jamais avec les suivantes, et sont donc normalement en forme « finale » ; et la suivante est alors en forme « initiale », y compris à l'intérieur d'un mot.
La plupart des lettres n'ont fondamentalement que deux formes, qui sont généralement « isolées + finales » et « initiales + médianes ». Les lettres qui impliquent quatre formes distinctes sont limitées, à savoir le ع (ʿayn) et le غ (ġayn), ainsi que le ه (hāʾ).
Dans le tableau ci-dessous, les lignes limitées à deux formes dans la colonne « finale, médiane, initiale » sont celles qui ne se lient pas à la suivante, limitant l'alternative à « initiale, ou médiane / finale ».
| Ordre alphabétique actuel | Isolée | Nom   | Ancien ordre alphabétique | Finale, médiane, initiale | Valeur numérique | DIN-31635 | EI        | Phonème en arabe |
| ------------------------- | ------ | ----- | ------------------------- | ------------------------- | ---------------- | --------- | --------- | ---------------- |
| Voir note (†)             | ء      | hamza |                           | أ, إ, ؤ, ئ                | -                | ʾ         | ’         | ʔ                |
| 1                         | ا      | Alif  | 1                         | اـــــا (*)               | 1                | ā / â (‡) | ā / â (‡) | aː (‡)           |
| 2                         | ب      | Bā    | 2                         | بـــــبـــــب             | 2                | b         | b         | b                |
| 3                         | ت      | Tā    | 22                        | تـــــتـــــت             | 400              | t         | t         | t                |
| 4                         | ث      | Thā   | 23                        | ثـــــثـــــث             | 500              | ṯ         | th        | θ                |
| 5                         | ج      | Jīm   | 3                         | جـــــجـــــج             | 3                | ǧ         | dj        | d͡ʒ               |
| 6                         | ح      | Ḥā    | 8                         | حـــــحـــــح             | 8                | ḥ         | ḥ         | ħ                |
| 7                         | خ      | Khā   | 24                        | خـــــخـــــخ             | 600              | ḫ / ẖ     | kh        | x                |
| 8                         | د      | Dāl   | 4                         | دـــــــد                 | 4                | d         | d         | d                |
| 9                         | ذ      | Dhāl  | 25                        | ذـــــــذ                 | 700              | ḏ         | dh        | ð                |
| 10                        | ر      | Rā    | 20                        | رــــــر                  | 200              | r         | r         | r                |
| 11                        | ز      | Zāy   | 7                         | زـــــــز                 | 7                | z         | z         | z                |
| 12                        | س      | Sīn   | 15                        | ســـــســـــس             | 60               | s         | s         | s                |
| 13                        | ش      | Shīn  | 21                        | شـــــشـــــش             | 300              | š         | sh        | ʃ                |
| 14                        | ص      | Ṣād   | 18                        | صـــــصـــــص             | 90               | ṣ         | ṣ         | sˁ               |
| 15                        | ض      | Ḍād   | 26                        | ضـــــضـــــض             | 800              | ḍ         | ḍ         | dˁ               |
| 16                        | ط      | Ṭā    | 9                         | طـــــطـــــط             | 9                | ṭ         | ṭ         | tˁ               |
| 17                        | ظ      | Ẓā    | 27                        | ظـــــظـــــظ             | 900              | ẓ         | ẓ         | ðˁ               |
| 18                        | ع      | Ayn   | 16                        | عـــــعـــــع             | 70               | ʿ / ‘     | ʿ / ‘     | ʕ                |
| 19                        | غ      | Rhayn | 28                        | غـــــغـــــغ             | 1000             | ġ         | gh        | ɣ                |
| 20                        | ف      | Fā    | 17                        | فـــــفـــــف             | 80               | f         | f         | f                |
| 21                        | ق      | Qāf   | 19                        | قـــــقـــــق             | 100              | q         | ḳ         | q                |
| 22                        | ك      | Kāf   | 11                        | كـــــكـــــك             | 20               | k         | k         | k                |
| 23                        | ل      | Lâm   | 12                        | لـــــلـــــل             | 30               | l         | l         | l                |
| 24                        | م      | Mīm   | 13                        | مـــــمـــــم             | 40               | m         | m         | m                |
| 25                        | ن      | Nūn   | 14                        | نـــــنـــــن             | 50               | n         | n         | n                |
| 26                        | ه      | Hā    | 5                         | هـــــهـــــه             | 5                | h         | h         | h                |
| 27                        | و      | Wāw   | 6                         | وــــــو                  | 6                | w         | w         | w ou uː          |
| 28                        | ي      | Yāʾ   | 10                        | يـــــيـــــي             | 10               | y         | y         | j ou iː          |

† : Dans les dictionnaires, la première place est celle du hamza. Il apparaît sous forme de alif parce que son support est dans ce cas un alif.
* : Cas particulier : la suite « Lâm - Alif » forme une ligature spécifique : لا  ou ﻻ (voir également ci-dessous).
‡ : Le alif n'est pas à proprement parler une lettre, mais joue le rôle de signe de prolongation ou de support de hamza. De ce fait, il n'a pas de prononciation propre. La prononciation donnée ici est celle de lettre de prolongation.

### Ordre des lettres
L'alphabet arabe ne suit plus l'ordre levantin des autres alphabets sémitiques, mais regroupe les lettres en fonction de leur forme graphique, et pour une même forme de base, suivant le nombre ou la position des points. L'ordre levantin traditionnel ne se reflète plus que dans la valeur numérique des lettres, donnée ci-après.
L'ordre à présent classique est l'ordre traditionnel oriental, celui donné dans le tableau ci-dessus :
- ء  ('), ou ا  (A),
- ب  (b), ت  (t), ث  (F), puis ج  (j), ح  (Ḥ), خ  (X), puis د  (d), ذ  (V), ر  (r), ز  (z),
- س  (s), ش  (C),
- ص  (Ṣ), ض  (Ḍ),
- ط  (Ṭ), ظ  (Ẓ),
- ع  (3), غ  (R), puis ف  (f), ق  (q),
- ك  (k), ل  (l), م  (m), ن  (n),
- ه  (h), و  (w), ي  (y).

Il faut noter que bien qu'en tête de l'alphabet, le alif n'est pas à proprement parler une lettre à part entière, mais joue le rôle de signe de prolongation ou de support de hamza. Dans les dictionnaires, la première place est celle du hamza.
Le Maghreb a longtemps suivi un ordre différent. En outre, dans l'alphabet arabe dit « occidental », la lettre fāʾ était écrite ڢ (au lieu de ف de l'alphabet oriental), tandis que qāf était représentée par ڧ (plutôt que ق) et le tracé des lettres était de plus sensiblement différent :
- ء  ('), ou ا  (A),
- ب  (b), ت  (t), ث  (F), puis ج  (j), ح  (Ḥ), خ  (X), puis د  (d), ذ  (V), ر  (r), ز  (z),
- ط  (Ṭ), ظ  (Ẓ),
- ك  (k), ل  (l), م  (m), ن  (n),
- ص  (Ṣ), ض  (Ḍ),
- ع  (3), غ  (R), puis ڢ  (f), ڧ  (q),
- س  (s), ش  (C),
- ه  (h), و  (w), ي  (y).

De nos jours, les éditions maghrébines suivent les usages orientaux. Il faut noter pourtant qu'il existe toujours des publications du Coran en style andalou et maghrébin (occidental).
L'ordre actuel de l'alphabet arabe ne concorde pas avec celui des autres écritures sémitiques. Celui-ci est cependant encore connu et désigné sous le nom d'abjad. On l'utilisait dans la numération au moyen de lettres au lieu de chiffres, notamment dans la pagination d'une préface. Dans sa séquence orientale, l'ordre coïncide avec celui de la valeur numérique de chaque lettre.
L'ordre Abjad n'est pas une simple continuation historique de l'ordre alphabétique sémitique du nord, car il a une position correspondant à la lettre araméenne samekh / semkat ס, dans la mesure où aucune lettre de l'alphabet arabe ne dérive historiquement de cette lettre. La perte de samekh a été compensée par la scission de shin ש en deux lettres arabes indépendantes, ش (shīn) et ﺱ (sīn), cette dernière ayant pris la place de samekh.

### Alif et hamza
Dans cet alphabet arabe, trois lettres jouent un rôle particulier, l'alif, le waw et le ya. Ces trois lettres peuvent servir :
- De signe de prolongation pour leur voyelle homologue (â pour le alif, û pour le waw, et î pour le ya), jouant alors de rôle de matres lectionis.
- De support pour l'écriture d'une hamza diacritique.

Ces rôles viennent en plus du rôle de semi-voyelle tenu par le waw et le ya.
Alors que dans le principe toutes les lettres de l'alphabet arabe sont des consonnes et chaque consonne est représentée par une lettre, ce n'est pas le cas pour le alif et la hamza :
- Le alif n'est pas une consonne mais un signe orthographique, dérivé de la lettre représentant la hamza dans les alphabets d'origine phénicienne.
- Inversement, la hamza, bien que consonne à part entière, n'a pas de lettre propre et s'écrit (le cas échéant) avec un diacritique.

Quand elle est une lettre radicale, pour représenter une racine dans un dictionnaire, la hamza est toujours représentée par un support alif, et se trouve au début de l'ordre lexicographique ; c'est ce que l'on appelle un alif-hamza. C'est pour cette raison que la hamza est présentée en début d'alphabet dans le tableau ci-dessus, bien que ne faisant techniquement pas partie de la liste des lettres. Cependant, sa lettre de support peut varier suivant le schème appliqué à cette racine, ce qui peut conduire à la confondre avec un waw ou un ya.
Lorsque la hamza est en début de mot, sa lettre de support est toujours un alif, indépendamment de la voyelle effectivement portée. C'est pourquoi l’alif, pour les personnes qui n'ont pas étudié les principes, semble avoir toutes sortes de prononciations, alors qu'en réalité il n'est pas même une lettre, mais un simple support, ou bien le signe d'une contraction en A, ou de la prolongation d'un A bref.

### Autres lettres
| Nom           | Graphie | Graphie | Translittération   | Son         |
| Nom           | isolée  | finale  | Translittération   | Son         |
| ------------- | ------- | ------- | ------------------ | ----------- |
| tāʾ marbūṭa   | ة       | ــة     | h et t / Ø / h / ẗ | [t], [h], Ø |
| ʾalif maqṣūra | ى       | ــى     | ā / ỳ              | [(a)ː]      |
| lām ʾalif     | لا      | ــلا    | lā                 | [l(a)ː]     |
| ʾalif maddah  | آ       | ـآ      | ā / â              | [aː]        |

#### Tāʾ marbūṭa
Historiquement, le ة tāʾ marbūṭa (« tāʾ bouclé ou lié») est un dérivé du ت tāʾ et non du ه hāʾ, d'où la présence des deux points suscrits. Il suffit de boucler un tāʾ pour obtenir un tāʾ marbūṭa. Il s'agit d'une consonne, à savoir un /t/ ; toutefois, elle ne se trouve qu'en fin de mot et elle est toujours précédée de la voyelle brève /a/ (qui n'est que rarement écrite). Le son /t/ n'est prononcé que si elle est précédée d'un alif (ا) ou si les voyelles casuelles finales qui suivent le ta le sont aussi, ou encore dans le cas d'une annexion (iḑāfa); or, ces voyelles sont souvent omises dans la prononciation courante. C'est pour cette raison qu'on indique, improprement, que cette lettre vaut [a(t)].
Le tāʾ marbūṭa a une valeur grammaticale en arabe : c'est souvent la désinence du féminin (pour les adjectifs, les substantifs, ainsi que pour la forme féminine des noms propres qui existent au masculin—par exemple: Samīr / Samīra). Cette lettre peut toutefois terminer des substantifs se référant à des entités clairement masculines, tels que calife (خليفة) ou commandant (dans ce cas, pour la forme plurielle : قائد ج قادة). Désinence finale de substantifs ou d'adjectifs, le tāʾ marbūṭa ne se retrouve donc jamais dans la conjugaison proprement dite des verbes arabes.
Un tāʾ marbūṭa se transforme en « tāʾ ṭāwila » (« long », donc « normal ») lorsque le nom est mis à la forme duelle ou lorsque le mot est suivi d'un morphème, tel que celui de la possession : طاولة  -  طاولتي (« ma table » ~ « table »)
Dans une prononciation soutenue, on fait entendre à la pause un [h] à la place du [t]. Le tāʾ marbūṭa est rarement transcrit quand il est muet ; seule la translittération en indique généralement la présence (voir plus bas à la section « Translittération »), mais les usages sont très fluctuants. Dans cette encyclopédie, le tāʾ marbūṭa sera noté par ʰ. Voir aussi plus bas à « Types de lecture » pour d'autres détails.

#### ʾAlif maqṣūra
La lettre ى ʾalif maqṣūra ne s'utilise qu'en fin de mot ; comme l'alif standard, c'est une lettre de prolongement pour le phonème /a/. Son nom indique le son obtenu, « ʾalif de prolongement », et non sa forme, puisque la lettre ressemble à un ي yāʾ. Son utilisation est décrite à la section « Voyelles longues et lettres de prolongement ».

#### Ligaturelām ʾalif
Comme ligature linguistique, l’arabe ne connaît que la ligature lâm-alif. Lorsqu'un ل (lām) est suivi d'un ا (ʾalif), il faut remplacer l'ensemble des deux lettres par la ligature لا.
| Formes contextuelles | Formes contextuelles | Formes contextuelles | Formes contextuelles | Nom        |
| Finale               | Mediale              | Initiale             | Isolée               | Nom        |
| -------------------- | -------------------- | -------------------- | -------------------- | ---------- |
| ﻼ                    | ﻼ                    | ﻻ                    | ﻻ                    | lām + alif |

#### Alif maddah(voyelle longue, a)
Le Alif maddah se présente ainsi :  آ . Il correspond à situation où il faut écrire un « â » long, donc normalement un fatha suivi de la lettre ʾalif de prolongation, accompagné d'une hamza dont le support devrait être un autre ʾalif. Cependant, l'on ne peut écrire deux fois de suite la lettre ʾalif. Dès lors, la parade a été l'ajout d'une sorte de tilde au-dessus de la lettre ʾalif, pour signaler qu'il a la valeur de double lettre (ʾalif).
Le Alif maddah signale donc à la fois la voyelle longue (a) et une hamza.
On retrouve cette lettre spécifique notamment dans le mot « coran » : قُرْآن (qurʾān).

### Diacritiques

Dessin de la Basmala en écriture kufique, d'après un manuscrit du IXe siècle (Musée islamique du Caire). Il n'y a ni signe diacritique, ni voyelle. Seul le ductus formé par les consonnes et les voyelles longues est noté.

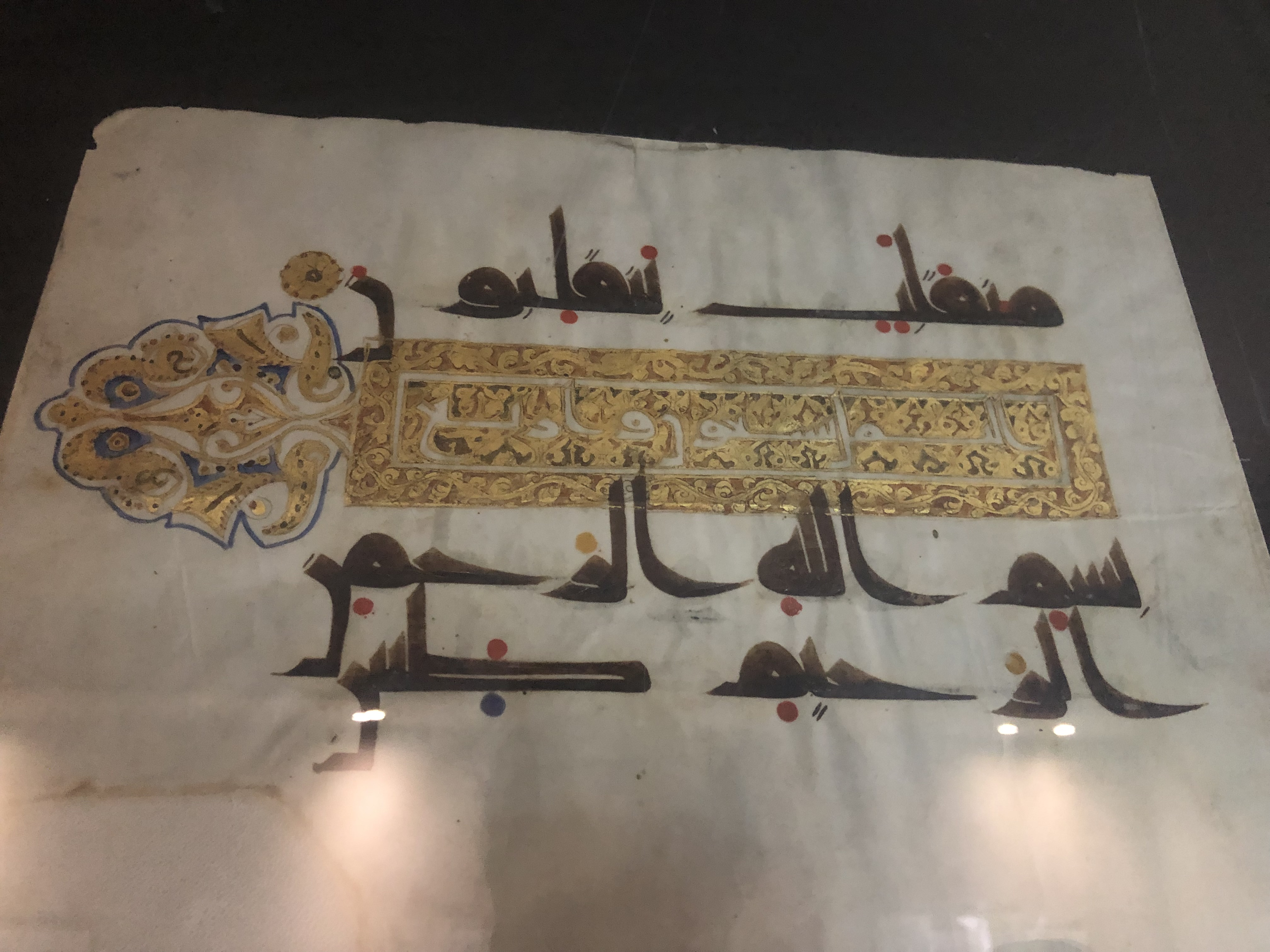
Cette page du Coran (Musée de Mahdia) présente des points diacritiques, indiqués en rouge.

Tel qu'écrit couramment, l'alphabet arabe n'utilise pour ainsi dire pas de diacritiques, à part les points souscrits ou suscrits, nécessaires pour distinguer des lettres ambiguës, parce que présentant un ductus identique, comme on peut le voir, par exemple, dans ces trois ensembles : ب ت ث / ج ح خ / د ذ
Cependant, plusieurs signes auxiliaires permettent de faciliter la lecture et lever la plupart des ambiguïtés du texte, en particulier dans un cadre didactique ou religieux. Car si le texte est ambigu, c'est que, en principe, l'arabe ne note ni les voyelles, ni les géminations ni les assimilations, si bien qu'il faut avoir une bonne connaissance de la langue pour lire correctement un texte, tant en lecture silencieuse qu'à voix haute. La lecture est donc particulièrement difficile pour les personnes qui apprennent à lire, qu'elles soient arabophones ou qu'elles étudient l'arabe. C'est pourquoi, les méthodes de lecture pour les enfants ou les manuels d'apprentissage de l'arabe ajoutent en général ces signes. Il en va de même pour le Coran et les textes comme les hadith, dans ce cas afin de lever toute ambiguïté de lecture, et de prévenir ainsi de possibles lectures « déviantes ».

### Voyelles brèves et lecture
Celles-ci ne sont pas indiquées autrement que par des diacritiques, et elles le sont seulement (et rarement) pour lever des ambiguïtés ou, de façon quasi systématique cette fois, dans les ouvrages didactiques ou religieux. Quand un texte présente toutes les voyelles, on dit qu'il est vocalisé. L'absence de la notation des voyelles brèves rend parfois ambiguë la compréhension des mots, en particulier lorsque ceux-ci sont lus isolés de tout contexte. 

Le mot « al-'arabiyya » (l'arabe), avec les points diacritiques sous ou sur les consonnes, mais sans notation des voyelles brèves.

Prenons deux exemples. Parlant des mot خلف (KH-L-F) et ملك (M-L-K) — que l'on rencontre ainsi dans un texte, sans voyelle), Vincent Monteil écrit que « seul le contexte permet de choisir, par exemple, entre les lectures khilf (tétine), khulf (différence, intervalle) et khalaf (équivalent); ou bien entre mulk (pouvoir, autorité), milk (droit de propriété) malik (roi) et malak (ange), etc. ». Car sans voyelle, la série des trois premiers mots s'écrit à chaque fois خلف, et la seconde ملك. C'est un peu comme si l'on devait lire la suite de consonne PRS: on peut avoir pars, pères, paris, purs, pairs, etc. Seul le contexte permettrait de lire: « les PRS (pères) sont à PRS (Paris), la capitale de la France » ou « je PRS (pars) au bord de la mer écouter les sons PRS (purs) des vents marins ». Et Monteil de citer ce jugement sévère de l'arabisant Jean Lecerf : « Cette écriture [l'arabe] est une plaie pour la lecture, pour l'enseignement et pour tout usage pratique de la langue. »
Deuxième exemple, un autre mot de trois consonnes, كتب (ktb), qui peut théoriquement se lire, selon le contexte, de dix-huit(!) manières différentes. Mentionnons :

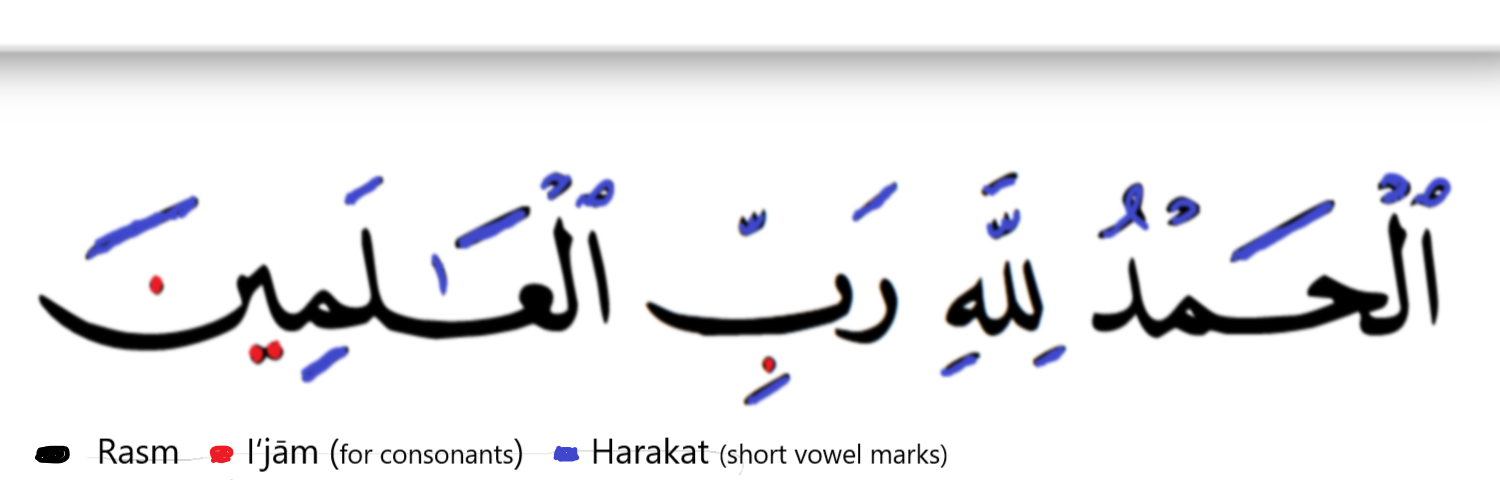
Verset deux de la Fâtiha (Louange à Dieu, Seigneur des Mondes). En noir, le ductus des consonnes et des voyelles longues. En rouge, les points diacritiques qui distinguent les consonnes. En bleu, les signes pour les voyelles brèves, la gémination et les silences (sukûn).

- un verbe à la 3e personne du masculin singulier de l'accompli actif, simple كَتَبَ (kataba, il a écrit) ou factitif كَتَّبَ (kattaba, il a fait écrire)
- un verbe à la 3e personne du masculin singulier de l'accompli passif, simple كُتِبَ (kutiba, il a été écrit) ou factitif كُتِّبَ (kuttiba, on l'a fait écrire)
- Verset deux de la Fâtiha (Louange à Dieu, Seigneur des Mondes). En noir, le ductus des consonnes et des voyelles longues. En rouge, les points diacritiques qui distinguent les consonnes. En bleu, les signes pour les voyelles brèves, la gémination et les silences (sukûn).un verbe factitif à la 2e personne du masculin singulier de l'impératif كَتِّبْ (kattib, fais écrire — impératif)
- un nom masculin pluriel كُتُب (kutub, livres), pouvant prendre six désinences casuelles différentes (Nominatif/Accusatif/Génitif défini, Nominatif/Accusatif/Génitif indéfini)
- un nom d'action singulier كَتْب (katb, le fait d'écrire), pouvant prendre les six mêmes désinences casuelles
- un syntagme préposition + nom كَتَبِّ (ka-tabb, comme un tranchement).

Tous ces mots sont discriminés par des voyelles brèves qui la plupart de temps ne sont pas écrites. Il en résulte qu'ils se trouveront tous sous l’orthographe unique كتب (ktb) dans la plupart des textes. C'est donc au lecteur de rajouter mentalement les voyelles nécessaires afin de déterminer le sens véritable du mot en question. Il sera pour cela grandement aidé par le contexte. Mais cela signifie aussi qu'on ne peut vraiment lire (au sens d'articuler le texte en prononçant (intérieurement ou à haute voix) tous les sons) que si on le comprend.

### Voyelles longues et lettres de prolongement
L'alphabet arabe, bien qu'il soit un abjad, marque systématiquement l'emplacement de voyelles longues. Quatre lettres, dites « de prolongement », sont employées pour indiquer la présence d'une voyelle longue — qui, elle, n'est normalement pas écrite —, ا ʾalif, ى ʾalif maqṣūra (seulement en fin de mot), ي yāʾ, et و wāw. Ces deux dernières sont aussi les semi-consonnes y et w. Il faut remarquer que ces lettres peuvent également servir de support de hamza, donc reflètent une voyelle associée, et sont susceptibles de marquer une diérèse quand elles sont entourées de deux voyelles (voir écriture de la hamza).
Partant, ces signes indiquant les emplacements en question sont alors lus comme s'ils figuraient des voyelles. De sorte, ces lettres, qui sont toutes des consonnes (historiquement pour ا ʾalif), peuvent, d'une certaine manière, remplir le rôle de voyelles longues. On dit alors qu'elles sont des matres lectionis (en latin « mère de la lecture »). D'autres écritures sémitiques, du reste, comme l'alphabet hébreu, retiennent ce procédé. Ceci qui mène certains spécialistes des écritures (comme Thomas Bauer ; cf. bibliographie ci-dessous) à considérer que ces abjads ne sont pas purement consonantiques et qu'ils méritent bien l'appellation d'alphabets, dotés de voyelles.
Dans un texte non vocalisé, ce qui est de loin le cas le plus fréquent, l'on obtient les ambivalences suivantes :
- ا ʾalif = ā long, ou support de la consonne ʾ (coup de glotte) suivie de a ou d'autres phonèmes ;
- ى ʾalif maqṣūra = ā en fin de mot ;
- ي yāʾ = ī, ou y, ou support de la consonne ʾ (coup de glotte) ;
- و wāw = ū, ou w, ou support de la consonne ʾ (coup de glotte).

En fait, qualifier la semi-consonne de « voyelle » dans ce cas est arbitraire : la structure syllabique de la langue veut au contraire qu'elle soit considérée comme une consonne. La prosodie arabe connaît en effet deux types de syllabes :
- Les syllabes « courtes », ouvertes (de type consonne + voyelle), que l'arabe écrit par une seule lettre, et dont la voyelle est toujours courte ;
- Les syllabes « longues », en principe fermée (de type consonne + voyelle + consonne), que l'arabe écrit (généralement) par deux lettres, mais dont un cas particulier est la syllabe longue fermée par la semi-consonne homologue (voyelle longue).

Par rapport à cette structure, il est incohérent de dire que les semi-consonnes y et w représentent dans ce dernier cas des voyelles, ou qu'une séquence comme بَيْ doit se lire comme une diphtongue baï plutôt que comme une voyelle fermée bay. En réalité il n'y a pas de solution de continuité entre le i et le y, ou entre le u et le w. L'arabe décompose logiquement le phonème long en une voyelle suivie de la semi-consonne homologue, par exemple, uw pour le son ū ; comme seule la semi-consonne est écrite, celle-ci semble noter aussi ū.
Dans cette logique, qui veut qu'une syllabe à voyelle longue soit fermée par la consonne homologue, il n'y a pas de semi-consonne qui soit homologue au a. La fermeture de la syllabe est alors matérialisée par un ’alif, qui représente dans ce cas la trace d'une hamza marquant l'arrêt de la vocalisation — de même que pour l'arabe, une syllabe commençant par une voyelle est « en réalité » ouverte par une hamza, supportée par un alif qui par lui-même est muet, ou que la fin de certains mots se terminant par un waw est marquée par un alif muet.

## Ordre lexicographique

### Racines et schèmes
Dans les dictionnaires arabes, les mots sont généralement classés par racine: tous les mots dérivés d'une même racine se retrouvent donc dans une même entrée, déterminée par les consonnes de la racine (v. ci-dessous). Trouver un mot dans le dictionnaire nécessite donc de trouver sa racine, derrière le mot dans lequel elle est coulée. Soit, par exemple, le mot maktûb : pour le trouver dans le dictionnaire, il faut comprendre qu'il s'agit d'un dérivé de la racine K-T-B, afin de le chercher sous cette entrée, ce qui nécessite de distinguer les lettres radicales des lettres serviles ou formatives (v. infra). Et comme, à l'exception de certains termes grammaticaux, tous les mots arabes dérivent d'une racine, il faut donc apprendre à retrouver celle-ci derrière un mot donné. Pour cela, on s'appuie sur deux éléments: la racine et le schème (ou thème)

### Notion de racine
Dans leur immense majorité, les mots du vocabulaire arabe dérivent donc de racines. Celle-ci est une unité abstraite minimale composée exclusivement de deux, trois ou quatre (parfois cinq) consonnes. Une racine « représente une notion défininie: K T B, notion d'écrire ». La très grande majorité des racines sont trilitères, c'est-à-dire composée de trois consonnes. Dans un dictionnaire d'arabe standard moderne qui recense d'environ 50 000 mots, on compte quelque 6 500 racines. Dans les langues sémitiques comme l'arabe, l'information sémantique essentielle est donc portée par les consonnes, qui constituent la racine. Mais en tant que suite composée uniquement de consonnes, une racine est imprononçable. Elle doit donc être coulée dans un schème (ou thème), que l'on peut définir « l'ensemble des consonnes et des voyelles qui composent un mot ».

### Notion de schème
Tout substantif, nom propre, adjectif, verbe, nom verbal, (maṣdar), participe, ou adverbe effectivement utilisé dans la langue, est porté par un schème (ou thème). Un schème est « l'ensemble des consonnes et des voyelles qui compose un mot: kataba "il a écrit", et que complètent les flexions nominales ou verbales. » Au fond un mot arabe est le résultat du croisement d'une racine (qui détermine donc un sens, une notion) et d'un schème (qui détermine une fonction grammaticale, des liens de dérivation sémantiques, et permet de créer un mot).
On compte environ une soixantaine de schèmes verbaux et plusieurs centaines de schèmes nominaux. Toutefois, les plus utilisés sont en nombre relativement restreint. Les schèmes permettent donc de construire, à partir des racines, les mots effectivement utilisés dans le discours. Ils habillent le radical au moyen de préfixes, de transformations infixes (ajout de consonnes, doublement de consonne, ou transformation de voyelles) et de suffixes.
Les voyelles ne dépendent que du schème, et ne portent qu'une information secondaire sur la fonction lexicale ou grammaticale du mot. Les voyelles ne sont que rarement notées, et si elles le sont, c'est sous la forme de diacritiques : toutes les lettres des tableaux précédents sont des consonnes, contrairement à ce qu'on pourrait croire. De ce fait, la recherche d'un mot (dans un dictionnaire ou un texte) se fait normalement abstraction faite des voyelles et autres diacritiques.

### Ordre lexicographique
Ces éléments expliquent que la plupart des dictionnaires arabes classent tout d'abord les racines, puis à l'intérieur de chacune de celles-ci, les différents mots produits par la racine, suivant un ordre propre aux schèmes. Dans la langue, les mots (nom, verbe, adjectifs) ainsi obtenus sont ensuite déclinés suivant leur fonction grammaticale, suivant un mécanisme similaire de transformation préfixe et suffixe. D’une certaine manière, la racine arabe subit une double modification : l’application d’un schème lexical, donnant l'entrée lexicale théorique, puis celle d’un schème grammatical, donnant la forme effectivement produite dans le discours.
Inversement, pour trouver un mot inconnu dans un dictionnaire, il faut donc tout d'abord faire abstraction des déclinaisons et conjugaisons (ainsi que des préfixes et suffixes éventuels) pour identifier le lexème ; puis identifier et faire abstraction du schème pour trouver la racine de classement.

### Exemple d'application racine / schème
Si l'on considère que C1 C2 C3 (pour Consonne1, etc.) sont les trois consonnes d'une racine quelconque, on peut former exemple (l'astérisque, *, remplace une consonne) : 
- la racine KTB (« écrire ») croisée avec le schème "C1ÂC2aC3a" (schème qui marque une « action réciproque ») donne KÂTaBa كاتَبَ, « s’échanger une correspondance » ;
- la même racine KTB (« écrire ») croisée avec un schème "maC1C2ûC3 (participe passif, « ce qui est dans cet état ») donne MaKTûB مَكتوب, « ce qui est écrit », ⇒ « le destin » ;
- une autre racine F3L (« réaliser, agir ») croisée avec ce même schème "maC1C2ûC3 donne MaF3UL مَفعول, « ce qui est agi » = « patient, passif ».

La construction de familles de mots n'est pas inconnue en français, comme dans la série « lard, larder (action), lardoir (outil ou lieu), lardeur (agent), etc. » ; mais le procédé est systématique et relativement régulier dans les langues sémitiques.

### Lettres radicales et serviles
Par rapport à leur emploi, les lettres sont ou « radicales » ou « serviles ». Les lettres serviles, ainsi nommées parce qu’elles servent à former les inflexions grammaticales et les dérivés, sont comprises dans les deux mots techniques يَتَسَمُّوا بِفُلْكٍ (qu'ils s'engraissent dans un navire). Toutes les autres lettres s‘appellent radicales, c’est-à-dire qu‘elles ne servent qu'à former des mots radicaux. Cependant, les consonnes qui peuvent s'ajouter à une racine sont : hamza, tâ', sîn, mîm, nûn, wâw, yâ', à quoi s'ajoutent la voyelle longue 'alif. On les réunit dans l'expression mnémotechnique 'anta mûsâ (أنت موسى, « tu es Moïse », la lettre finale, alif maqsûra, pouvant jouer le rôle de yâ').
- il y a six lettres réellement serviles : alif et hamza (ا   أَ إ), tâ (ت  ـَة), mîn م, nûn ن, wâw و et yâ ي ;
- les grammairiens joignent à ces lettres, réellement formatives, d'autres lettres qui ne sont que des prépositions et conjonctions préfixes ou des pronoms affixes, ce sont : tâ ت, kâf ك, lâm ل, fâ ف et sîn س. Ces particules se joignent effectivement au mot, sans avoir d'influence sur forme caractéristique, tout comme  il en va, en français pour  le « l' » dans « l'opinion » ou le « d' » dans « place d'arme », etc[14].

D'autre part, les « lettres faibles (semi-consonnes) » que sont  le waw et le ya peuvent subir diverses transformations. À cela vient s'ajouter la lettre 'alif, qui est toujours la voyelle longue /â/ et ne fait jamais partie d'une racine. En revanche, il se peut qu'il « cache » la semi-consonne d'une racine. Pour rechercher une racine dans un dictionnaire, il faut savoir que :
- quand elle est une lettre radicale, la hamza est toujours représentée par un support alif, et se trouve au début de l'ordre lexicographique. En revanche, dans un mot donné, elle peut prendre comme support l'une des trois lettres faibles, voire être écrite en ligne. Elle figure toujours dans l'écriture, mais toujours par une lettre servile ;
- quand ils sont lettres radicales, le waw et le ya conservent leur ordre lexicographique en avant-dernière et dernière place. Mais dans l'écriture d'un mot donné, ils sont parfois transformés en un alif, voire peuvent disparaître complètement (racines assimilées, creuses, ou défectives).

Face à un mot inconnu, une lettre radicale fait certainement partie de la racine ; en revanche une lettre servile peut correspondre à une lettre ajoutée au radical par un schème, ou être une lettre radicale. Inversement, la racine peut être faible (racines assimilées, creuses, ou défectives), et une lettre faible peut devoir être rajoutée comme radicale entre deux consonnes déjà identifiées comme radicales.

## Valeurs numériques des lettres
L'alphabet arabe ne suit plus l'ordre levantin des autres alphabets sémitiques mais regroupe les lettres en fonction de leur forme graphique. L'intérêt de cet ordonnancement tient à la valeur numérique attribuée à chaque lettre en fonction de sa place dans l'alphabet.
Sur les objets liés aux pratiques mystiques ou scientifiques (astrolabes, globes célestes), ou encore dans les colophons des manuscrits, les chiffres sont parfois donnés sous forme de lettres : on parle de numérotation en abjad.
| Valeur | Lettre | Nom      | Trans- litération |
| ------ | ------ | -------- | ----------------- |
| 1      | ا      | alif     | ā                 |
| 2      | ب      | bāʼ      | b                 |
| 3      | ج      | jīm      | j                 |
| 4      | د      | dāl      | d                 |
| 5      | ه      | hāʼ      | h                 |
| 6      | و      | wāw      | w / ū             |
| 7      | ز      | zayn/zāy | z                 |
| 8      | ح      | ḥāʼ      | ḥ                 |
| 9      | ط      | ṭāʼ      | ṭ                 |
|        |        |          |                   |

| Valeur | Lettre | Nom  | Trans- litération |
| ------ | ------ | ---- | ----------------- |
| 10     | ي      | yāʼ  | y / ī             |
| 20     | ك      | kāf  | k                 |
| 30     | ل      | lām  | l                 |
| 40     | م      | mīm  | m                 |
| 50     | ن      | nūn  | n                 |
| 60     | س      | sīn  | s                 |
| 70     | ع      | ʻayn | ʻ                 |
| 80     | ف      | fāʼ  | f                 |
| 90     | ص      | ṣād  | ṣ                 |
|        |        |      |                   |

| Valeur | Lettre | Nom   | Trans- litération |
| ------ | ------ | ----- | ----------------- |
| 100    | ق      | qāf   | q                 |
| 200    | ر      | rāʼ   | r                 |
| 300    | ش      | shīn  | sh                |
| 400    | ت      | tāʼ   | t                 |
| 500    | ث      | thāʼ  | th                |
| 600    | خ      | khāʼ  | kh                |
| 700    | ذ      | dhāl  | dh                |
| 800    | ض      | ḍād   | ḍ                 |
| 900    | ظ      | ẓāʼ   | ẓ                 |
| 1000   | غ      | ghayn | gh                |

Les lettres numériques arabes ne sont plus guère employées que par des savants qui s'occupent à faire des chronogrammes dont les lettres, additionnées ensemble, donnent la date de l'année dans laquelle s'est accompli tel ou tel événement.
Elles restent employées pour numéroter les items dans des listes, que ce soit dans des documents ou dans des présentations.

## Lettres non traditionnelles
L’alphabet arabe utilise aussi des lettres différentes pour représenter certains sons dans des mots d’emprunts :
- la consonne occlusive bilabiale sourde [p] est représentée avec la lettre پ ;
- la consonne occlusive vélaire voisée [ɡ] est représentée avec la lettre چ en arabe levantin, avec la lettre ڨ en arabe algérien et tunisien, avec la lettre ݣ (parfois sous la forme گ ou ؼ) en arabe marocain ;
- la consonne fricative labio-dentale voisée [v] est représentée avec la lettre ڥ en arabe maghrébin (principalement algérien et tunisien), et avec la lettre ڤ dans les autres variantes de l’arabe (dont aussi l’arabe marocain) ;
- la consonne affriquée palato-alvéolaire sourde [tʃ] est représentée avec la lettre چ en arabe irakien, et parfois avec la lettre ڜ en arabe maghrébin ;
- la consonne fricative palato-alvéolaire voisée [ʒ] est représentée avec la lettre چ en arabe égyptien (la lettre ج représentant une consonne occlusive vélaire voisée [ɡ] en arabe égyptien).

## Calligraphie

### Styles d'écritures
Il existe différents styles calligraphiques. On divise généralement les calligraphies arabes en deux groupes facilement distinguables :
- les écritures coufiques (ou kufiques), qui se caractérisent par leur caractère anguleux ;
- les écritures cursives (naskhi), beaucoup plus arrondies.

### Ligatures esthétiques

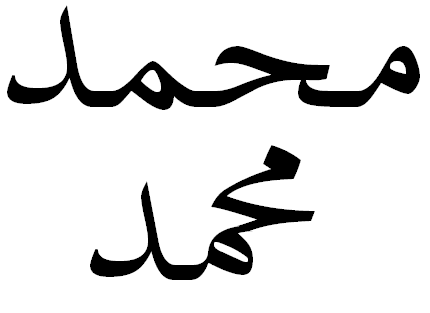
Mohammed, écrit avec ou sans ligature esthétique.

Il existe d'autres ligatures de ce type, de deux ou trois lettres, voire plus, qui ne sont cependant plus utilisées, sauf dans des compositions soignées et quelques cas figés. On peut encore les rencontrer dans des textes anciens.
On les trouve dans le bloc Unicode dans les Formes A de présentation arabes à partir de U+FBEA, mais ces caractères ne sont pas toujours supportés. Certaines sont représentées dans l'article consacré aux ligatures.

### Ponctuation
L'arabe s'écrivant de droite à gauche, les éditions modernes utilisent des signes de ponctuation respectant cette écriture, à savoir :
- la virgule renversée « ، » (qui permet aussi de ne pas être confondue avec « د », par exemple) ;
- le point-virgule renversé « ؛ » ;
- le point d'interrogation inversé « ؟ » ;
- le point final est noté « . »

## Spécifités orthographiques

### Écriture de lahamza
Historiquement, la lettre ʾalif notait une occlusive glottale, ou « coup de glotte », transcrite par [ʔ], ce que confirment les alphabets issus de la même origine phénicienne. Or, elle a servi, de la même manière que dans d'autres abjads, avec yāʾ et wāw, de mater lectionis, c'est-à-dire de caractère de remplacement pour noter une voyelle longue. De fait, au cours du temps sa valeur phonétique s'est effacée et, depuis, ʾalif sert principalement à remplacer des phonèmes, noter l'allongement de la voyelle /a/ ou servir de support graphique à certains signes.
L'alphabet arabe se sert maintenant de la lettre hamza pour transcrire le coup de glotte, phonème qui, en arabe, peut se manifester n'importe où dans un mot, même à l'initiale ou en finale. Cette lettre, cependant, ne fonctionne pas comme les autres : elle peut être écrite seule ou avoir besoin d'un support, auquel cas elle devient un diacritique :
- sans support : ء ;
- avec support : إ,أ (sur et sous un ʾalif), ؤ (sur un wāw), ئ (sur un yāʾ sans points ou yāʾ hamza).

### Alifmuet
Dans quelques mots, et surtout au cours de la flexion verbale, on peut écrire un ʾalif qui ne se prononce pas et ne sert pas de support à un diacritique. On le trouve principalement dans le mot مِائَة (miʾa signifiant « cent »), qui serait écrit plus régulièrement مِئَة).
Dans la conjugaison, on ajoute également un ʾalif muet après un wāw و en fin de mot ; ainsi :
- كَتَبُوا  katabū, « ils ont écrit » ;
- رَمَوْا  ramaw, « ils ont lancé ».

### Assimilations
L'alphabet arabe ne note pas les cas d'assimilations des consonnes en contact :
- dévoisement : malgré ce que la graphie indique, مُبْتَدَأ mubtadaʾ est prononcé /muptadaʾ/. Il est notable que l'écriture ne se modifie pas dans ce cas pour suivre la prononciation, au contraire de ce qu'elle fait dans d'autres cas (élision de la hamza instable, par exemple) ;
- assimilation complète de l'article أَل ʾal : le /l/ de l'article est entièrement assimilé aux 14 consonnes dentales, liquides et spirantes (à l'exception de la spirante jîm) qui suivent (traditionnellement nommées consonnes « solaires » parce que deux d'entre elles (sîn et šîn) entrent dans le mot « soleil » (šams, شَمْس), par opposition aux 15 autres consonnes dites « lunaires » parce que le mot « lune » (qamar, قَمَر) commence par l'une d'entre elles, appelée qâf[17]. L'écriture, cependant, ne note pas clairement cette assimilation°: /ʔal/+/d/ > /ʔadd/, noté د + أَل (ʾal + d-)> أَلدّ (translittération : ʾaldd- ; noter la šadda) et non *أَدّ (translittération : ʾadd). La lettre lām, en effet, continue d'être écrite bien qu'elle ne soit plus prononcée (elle ne reçoit donc pas de sukūn) ; la graphie est d'autant plus redondante que la gémination obtenue peut être – rarement – indiquée par la šadda. La transcription doit cependant donner la prononciation, dans le cas précédent : ʾad-d (on place un trait d'union entre l'article et le nom pour indiquer que dans la graphie arabe, l'article est directement collé au nom ; c'est aussi le cas pour d'autres mots outils).

|   | Graphie                 | Translittération                               | Transcription                                  |
| 1 | ز,ر,ذ,د,ث,ت + أَل        | ʾal + t-, ṯ-, d-, ḏ-, r-, z-                   | ʾal + t-, ṯ-, d-, ḏ-, r-, z-                   |
| 1 | أَلزّ,أَلرّ,أَلذّ,أَلدّ,أَلثّ,أَلتّ | ʾaltt-, ʾalṯṯ-, ʾaldd-, ʾalḏḏ-, ʾalrr-, ʾalzz- | ʾat-t-, ʾaṯ-ṯ-, ʾad-d-, ʾaḏ-ḏ-, ʾar-r-, ʾaz-z- |
|   |                         |                                                |                                                |
| 2 | ض,ص,ش,س + أَل \|         | ʾal + s-, š-, ṣ-, ḍ-                           | ʾal + s-, š-, ṣ-, ḍ-                           |
| 2 | أَلضّ,أَلصّ,أَلشّ,أَلسّ         | ʾalss-, ʾalšš-, ʾalṣṣ-, ʾalḍḍ-                 | ʾas-s-, ʾaš-š-, ʾaṣ-ṣ-, ʾaḍ-ḍ-                 |
|   |                         |                                                |                                                |
| 3 | ن,ل,ظ,ط + أَل \|         | ʾal + ṭ-, ẓ-, l-, n-                           | ʾal + ṭ-, ẓ-, l-, n-                           |
| 3 | أَلنّ,أَللّ,أَلظّ,أَلطّ         | ʾalṭṭ-, ʾalẓẓ-, ʾalll-, ʾalnn-                 | ʾaṭ-ṭ-, ʾaẓ-ẓ-, ʾal-l-, ʾan-n-                 |

### Autres problèmes d'orthographe
- Rencontres de sukūn, sukun et hamza instable.
- Paragoge dans les mots étrangers.

## Translittération

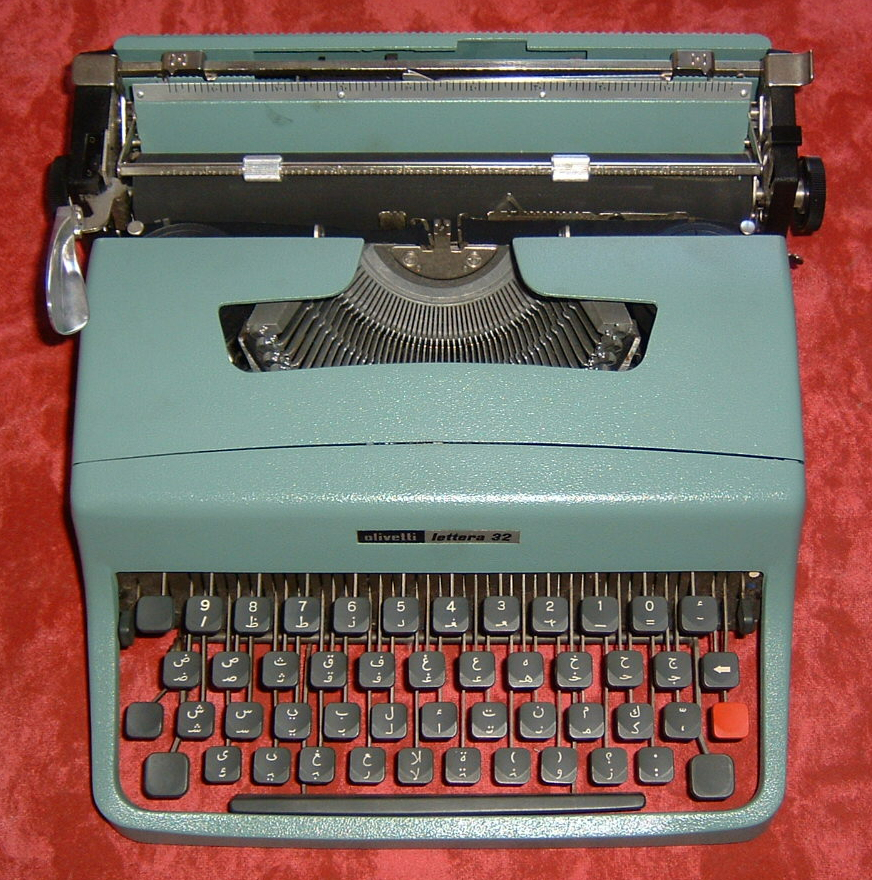
Machine à écrire en caractères arabes.

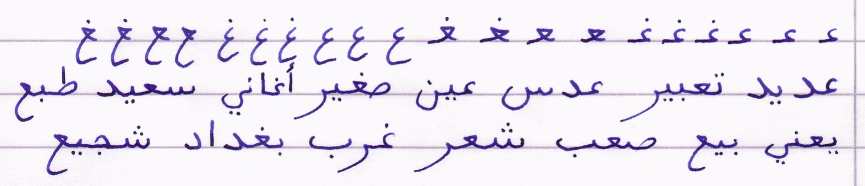
Caractères arabes manuscrits.

Il existe de nombreuses normes de translittération de l'alphabet arabe vers l'alphabet latin, parmi lesquelles :
- la translittération DIN-31635 ;
- la « transcription Arabica », du nom d'une revue française d'études arabes ;
- la translittération pratiquée par la revue Afriques ;
- la translittération IDEO-IFAO ;
- la translittération adoptée par l'Encyclopædia of Islam (EI) ;
- la norme internationale ISO 233-2 (1993)

### Autre modèle de translittération utilisé
Au-delà des normes scientifiques d'autres modèles de translittération accessibles à tous sont utilisés par les auteurs ou les maisons d'édition musulmanes. Parmi ces modèles :
- La translittération de chaque lettre arabe par une et une seule lettre latine et non pas deux comme c’est souvent le cas pour la translittération de la lettre «« ث » ou « خ » ou les lettres similaires (voir tableau ci-dessous).

| Lettre arabe                            | ث  | ذ  | خ  | ش        | ظ  | غ  |
| Translittération employant deux lettres | th | dh | kh | sh ou ch | dh | gh |
| Nouvelle translittération               | t  | d  | ḳ  | ṡ        | ẓ  | ṙ  |

- La translittération du son « ou » représenté en arabe par la voyelle « ḍammah » est représenté par une seule lettre latine le « u ».
- La translittération des lettres arabes emphatiques, auxquelles il faut rajouter la lettre « ح » par un point sous les lettres latines qui les représentent à l’exception du « غ » pour qui le point a été placé au-dessus de la lettre « r » qui la représente

| Lettre arabe     | ح | خ | ص | ض | ط | ظ | غ |
| Translittération | ḥ | ḳ | ṣ | ḍ | ṭ | ẓ | ṙ |

- La translittération des lettres interdentales « ث », le « ذ » par un trait sous les lettres latines qui les représentent :

| Lettre arabe     | ث | ذ |
| Translittération | ṯ | ḏ |

Tableau récapitulatif de toutes les lettres arabes translittérées suivant ce modèle :
| Lettre | translittération | Lettre | translittération |
| ء      |                  | ض      | ḍ                |
| ب      | b                | ط      | ṭ                |
| ت      | t                | ظ      | ẓ                |
| ث      | t                | ع      | c                |
| ج      | j                | غ      | ṙ                |
| ح      | ḥ                | ف      | f                |
| خ      | ḳ                | ق      | q                |
| د      | d                | ك      | k                |
| ذ      | d                | ل      | l                |
| ر      | r                | م      | m                |
| ز      | z                | ن      | n                |
| س      | s                | ه      | h                |
| ش      | ṡ                | و      | w                |
| ص      | ṣ                | ي      | y                |

La translittération des voyelles courtes et longues :
| Voyelles |         |
| courtes  | longues |
| a        | ã       |
| i        | ĩ       |
| u        | ũ       |

## Informatique et alphabet arabe

### Encodage
Il peut être codé par plusieurs jeux de caractères, parmi lesquels ISO-8859-6 et Unicode, grâce au bloc « Arabe », des emplacements U+0600 à U+06FF. Ces deux jeux, cependant, n'indiquent pas pour chaque caractère la forme contextuelle qu'il doit prendre. C'est au moteur de rendu de sélectionner le bon œil. Il existe cependant, dans le cas où l'on voudrait coder une forme particulière d'un caractère, les blocs « Formes de présentation arabe A » (U+FB50 à U+FDFF) et « Formes de présentation arabe B » (U+FE70 à U+FEFF), qui contiennent la majorité des caractères convalescents entièrement en variante contextuelle ainsi que les caractères étendus propres à d'autres langues. Il est aussi possible d'utiliser les liants sans et avec chasse. Enfin, le codage de l'arabe est logique, c'est-à-dire qu'on entre les caractères à la suite sans se soucier du sens de l'écriture. C'est encore une fois au moteur de rendu qu'il revient d'afficher les caractères dans le bon sens. À cet égard, si les mots arabes de cette page sont affichés à l'envers, c'est que votre moteur de rendu Unicode n'est pas assez récent. Pour plus de détails concernant les questions de codage de l'arabe, consultez la traduction française du manuel d'Unicode, disponible sur le site Hapax.

### Claviers arabes
Inspirés des claviers de machines à écrire, les claviers arabes d'ordinateurs peuvent se présenter ainsi :

## Codification
- code ISO 15924 : Arab

#### Ouvrages généraux
- Vincent Monteil, Grammaire de l'arabe d'aujourd'hui, Paris, Klincksieck, 1960, 386 p.
- Djamel Eddine Kouloughli, L'arabe, Paris, PUF, coll. « Que sais-je », 2007, 127 p. (ISBN 978-2-13-055961-0)

#### Écriture
- Mohammed Sadid, L'alphabet arabe et la technologie, 1993, 414 p.
- The World's Writing Systems, ouvrage collectif sous la direction de Peter T. Daniels et William Bright, article « Arabic Writing » de Thomas Bauer, Oxford University Press, 1996

#### Grammaires
- Régis Blachère et Maurice Gaudefroy-Demombynes, Grammaire de l'arabe classique. Morphologie et syntaxe (Troisième édition revue et augmentée), Paris, Maisonneuve et Larose, 1996 (1re éd. 1975), 497 p. (ISBN 2-7068-1128-5)
- Régis Blachère, Éléments de l'arabe classique (Quatrième édition revue et corrigée), Paris, Maisonneuve & Larose, 1985, 174 p. (ISBN 978-2-7068-0480-9)
- Michel Neyreneuf et Ghalib Al-Hakkak, Grammaire active de l'arabe, Paris, Le Livre de Poche, coll. « Les Langues modernes », 1996, 350 p. (ISBN 978-2-253-08561-4), p. 16-17; 135-136
- Djamel Eddine Kouloughli, Grammaire de l'arabe d'aujourd'hui, Paris, Pocket, coll. « Langues pour tous », 1994, 350 p. (ISBN 2-266-03912-1)
- Mathieu Guidère, Grammaire alphabétique de l'arabe, Paris, Ellipses, coll. « Grammaticalement correct! », 2004 (nouvelle édition revue et corrigée), 228 p. (ISBN 978-2-7298-1999-6), Paris

#### Dictionnaires bilingues
- (ar) Daniel Reig, Compact plus Arabe-Français. Dictionnaire arabe-français, français-arabe, Paris, Larousse, 2015 (1re éd. 1983), 1728 p. (ISBN 978-2-03-591604-4)
- Dictionnaire Mounged de poche (français arabe ─ فرنسيّ عربيّ), dixième édition, éditions Dar el-Machreq, Beyrouth.